# نبردهای کاواناکاجیما
نبردهای کاواناکاجیما (به ژاپنی: 川中島の戦い かわなかじまのたたかい)، تاکدا شینگن پس از نبرد سزاوا دیگر رقیبان را نیز یکی پس از دیگری از سر راه برداشت تا نوبت به دیگر خدایگان نبرد در تاریخ ژاپن، یعنی اوئسوگی کنشین، امیر ولایت اچیگو رسید. نبردهای این دو مبدل به یک افسانهٔ هیجان انگیز شده است. هر چند که در این ۵ نبرد حماسی، پیروزی از آن شینگن بود، اما هیچ‌یک از این دو خدایگان نبرد، توان قطعی یا شاید عزم جزم و جدی برای ریشه کن ساختن دیگری را نداشت تا اینکه هر دو به مرگ زودهنگام درافتادند و از نبرد ششم برآسودند.
اگر قرار بود کسی ژاپن را متحد سازد، ابتدا شینگن بود و سپس کنشین، اما این هر دو خدایگان نبرد در تاریخ ژاپن، به مرگ نابهنگام درگذشتند و اتحاد ژاپن، نصیب کسانی شد که چندان امیدی به آنان نمی‌رفت. نبردهای پنجگانهٔ ببر کای و اژدهای اِچیکو، فصل مفصلی از تاریخ حماسی ژاپن و جهان را به خود اختصاص داده، به ویژه نبرد اصلی آنان، یعنی نبرد چهارم کاواناکاجیما در سال ۱۵۶۱ میلادی که درباره‌اش فیلم‌ها و سریال‌ها ساخته‌اند، داستان‌ها نوشته‌اند، نگاره‌ها کشیده‌اند، تندیس‌ها برپاداشته‌اند و بناهای یادبود ساخته‌اند و آوازهٔ این نبرد در جهان منتشر شده و جوهرهٔ اصلی جشنوارهٔ سالانهٔ جشنواره شینگن نیز همین صحنه‌های اضطراب‌آور نبرد چهارم کاواناکاجیما است.

### نبرد چهارم کاواناکاجیما
شیوهٔ شینگن در حین نبرد، این بود که در ستادش چون کوه استوار بر صندلی بنشیند و با نقشه‌های جنگی ماهرانه‌اش سپاهش را رهبری کند و حتی در بارش تیر و تیغ هم از جای نجنبد و این صلابت و استحکام، پشتوانهٔ پایداری سپاهیان او بود. در چهارمین نبرد حماسی و اضطراب آورِ کاواناکاجیما، نیرنگ نظامی کنشین، موجب بیراهه رفتن بخش اعظم سپاهیان کای شد. کنشین در این نبرد از تاکتیک دژ خالی بهره برد. درحالی که او زودتر به کاواناکاجیما رسیده بود و اردوگاه خود را بر بالای کوه بنانهاده بود، سپاه شینگن در پایین کوه مستقر شد. شینگن در نیمه شب نهم سپتامبر با پیش‌بینی بروز مه سنگین، بخش عمدهٔ سپاه خود را در پوشش مه و تاریکی شب به بالای کوه اعزام کرد تا کنشین را فروگیرند. کنشین نیز بدون آگاهی از این تاکتیک حریف و در نقشه‌ای مستقل، تمام سپاه خود را در پوشش همان مه و تاریکی، از جانب دیگر کوه به پایین فرستاد تا شینگن را فروگیرند و برای عادی وانمودن اوضاع، تمامی مشعله‌های اردوگاه را روشن گذاشت. کنشین برای رعایت نهایت نهانکاری، حتی دستور داد که به پای اسبان، پارچه ببندند تا انتقال نیرو در سکوت کامل صورت گیرد. نتیجهٔ این دو تاکتیک متقابل همزمان، جابه‌جا شدن دو سپاه به جای یکدیگر بود با این تفاوت که شینگن با اندکی از نیروهایش در پایین کوه به دام سپاه کنشین افتاد. نبرد از سحرگاه دهم سپتامبر آغاز شد. شینگن به مدت نُه ساعت تنها با اتکا به جاندارانِ شخصیش
دفاع کرد در حالی که همچنان چون کوه بر جای نشسته بود. افزون بر جان فشانی شگرف جانداران او، رهبری فوق العادهٔ شینگن و ثبات بی‌نظیر وی موجب نُه ساعت تمام مقاومت شد. فشار فوق العادهٔ نیروهای کنشین که از جهت شمار، برتری کامل بر اندک سپاه شینگن داشتند، موجب شد تا دالانی در صفوف جانداران شینگن باز شود و کنشین را از این دالان به درون ستاد شینگن سوق دادند. کنشین سوار بر اسب بر شینگن وارد شد و شینگن بی‌آنکه از جای بجنبد، ضربات شمشیر کنشین را با بادبزن فولادیش دفع می‌کرد. گردان‌های اعزامی سپاه شینگن که برخی در نیمه‌های راه از طریق شبکهٔ فعال و وسیع جاسوسی شینگن به نیرنگ کنشین پی برده بودند و برخی نیز با رسیدن به دژ خالی از این نیرنگ آگاه شدند، در ساعات بعدازظهر دهم سپتامبر، یکی یکی وارد دشت کاواناکاجیما شدند. شینگن دستور داد که سپاهیان او یک صدا فریاد بزنند که ده هزار نیروی تاکدا هم‌اکنون وارد دشت کاواناکاجیما شدند. این عمل، در راستای شگردهای جنگ روانی بود که شینگن از آن بسیار بهره می‌برد. سپاه کنشین از دو سوی به دام افتاد و باقی ماندهٔ آنان با گذر از رود به سمت اچیکو گریختند در حالی که تلّ عظیمی از کشتگان و شمار انبوهی از اسرا از ایشان برجای مانده بود. هنگام گریز سپاه اچیکو، بابا نوبوهارو می‌توانست کنشین را دستگیر کند، اما شینگن با صدور فرمان توقف پیشروی، مانع این اتفاق شد. این رفتار جوانمردانهٔ شینگن را بعدها کنشین با نقض محاصرهٔ نمک که ایالت‌های متخاصم علیه ایالت کای درپیش گرفته بودند، پاسخ گفت.
نبرد چهارم کاواناکاجیما از مهم‌ترین نبردهای تاریخ ژاپن است. نیز این نبرد از جهت تلفات، به نسبت نیروهای درگیر در نبرد، مهیب‌ترین و خونبارترین نبردی است که در تاریخ ژاپن رخ داده است. این نبرد چنان مهیب بود که تلفات وارده به سپاه کنشین را ۷۲ درصد نیروها برآورد کرده‌اند. تلفات سپاه شینگن نیز در همین حدود و ۶۲ درصد نیروها ذکر شده است. خوشبینانه‌ترین برآوردها حدود ۲۰ درصد کشته برای هر طرف نبرد به علاوهٔ تقریباً همین مقدار زخمی یعنی کمابیش ۵۰ درصد تلفات برای هریک از طرفین بوده است. سپاه اچیکو افزون بر انبوه کشته و زخمی، شماری انبوه از اسیران هم برجا گذاشت. دست کم ۱۰ درصد از سپاهیان کنشین به اسارت درآمدند که بلافاصله پس از توقف عملیات نظامی، همگی شان به دستور شینگن اعدام شدند و انبوه اجسادشان بر مرزهای ولایت متعلق به خاندان هوجوی اخیر افکنده شد تا سران این خاندان نیز از وحشت نبرد کاواناکاجیما بی‌بهره نمانند. این کار در راستای نبردهای بی سلاح و جنگ‌های روانی ماهرانه شینگن بود. با همهٔ این تلفات، هیچ‌یک از طرفین هم به پیروزی مشخصی نرسیدند.
بزرگی و شدت این اندازه از تلفات، هنگامی بهتر مشخص می‌شود که بدانیم کل تلفات بزرگ‌ترین نبرد تاریخ ژاپن یعنی نبرد سکیگاهارا که کمی بعدتر به فرماندهی توکوگاوا ایه‌یاسو رخ داد، تنها چهار درصد از نیروهای هریک از طرفین بود. اما جنبه‌های کیفی تلفات، از جنبه‌های کمی آن نیز وخیم تر بود، به گونه‌ای که شمار چشمگیری از سرداران قدیمی و باتجربهٔ دو طرف در این نبرد جان باختند و شینگن، برادرش نوبوشیگه را نیز که افزون بر پیوند برادری با وی، یکی از چهره‌های برجستهٔ بیست و چهار ژنرال تاکدا شینگن و از استراتژیست‌های سرآمد روزگار در امور نظامی بود، از دست داد.
باوجود وسعت مهیب تلفات نبرد چهارم کاواناکاجیما، هیچ‌یک از طرفین به پیروزی واضحی دست نیافتند اما هر دو طرف بلافاصله فعالیت‌های تبلیغی خویش را برای اعلام پیروزی آغاز کردند. در مجموع می‌توان گفت که این نبرد اگرچه در جزئیات، با برتری تاکتیکی کنشین همراه بود، اما مجموع آن، یک پیروزی استراتژیک برای شینگن بود.

### نبرد پنجم
نبرد پنجم، نبرد نهایی نبرد کاواناکاجیما، در سال ۱۵۶۴ انجام شد و به نبرد در شیئوزاکی نیز معروف است. اوئه‌سوگی تروتورا /کنشین (اوئه‌سوگی ماساتورا در پایان سال چهارم ایروکو نام خود را با اکتساب یک کانجی به نام «ترو» از نام شوگون آشیکاگا یوشیترو به اوئه‌سوگی تروتورا تغییر داد) به کاواناکاجیما، رفت تا از حمله شینگن به ولایت هیدا جلوگیری کند. در حالی که کنشین در کاواناکاجیما اردو زد، تاکدا شینگن از یک نبرد سرنوشت ساز اجتناب کرد و تنها در قلعه شیئوزاکی  مستقر شد، که با یک بن‌بست به پایان رسید.
کنشین هر سال نیروهای خود را به منطقه کانتو اعزام می‌کرد و به مبارزه علیه خاندان هوجوی اخیر/گوهوجو ادامه می‌داد. خاندان تاکدا که با خاندان گوهوجو متحد شده بود، همیشه کنشین را تهدید می‌کردند. نفرت کنشین از تاکدا شینگن به حدی شدید بود که در کانکیوجو در قلعه کاسوگایاما (امروزه شهر جوئتسو، استان نیگاتا)، که محل سکونت او بود، و در معبد یاهیکو (روستای یاهیکو، ناحیه نیشیکانبارا، استان نیگاتا)، او طوماری را با عنوان «اعمال شیطانی تاکدا هارونوبو» تقدیم کرد که در آن به شینگن بسیار توهین کرد و قول داد که او را بدون شکست از بین ببرد.

## نتیجه جنگ
نبرد کاواناکاجیما با پیروزی شینگن تمام شد اما این پیروزی، ناقص بود زیرا کنشین هنوز زنده بود و از سوی دیگر ۲ تن از ۲۴ ژنرال حماسه ساز شینگن نیز در این نبرد در دفاع از سرورشان جان باخته بودند. این ۲۴ ژنرال به علاوهٔ رهبرشان شینگن، چنان ترکیب منسجم و هماهنگی را ساخته بودند که آوازه‌شان زمینه‌ساز بسیاری از آثار ادبی و هنری در عصر ۳۰۰ سالهٔ توکوگاوا و عصر جدید ژاپن شد و همین انسجام و اتحاد بود که با رهبری بی‌نظیر خدایگان جنگ، شینگن، موجب پیروزی‌های مداوم می‌شد.
۵ نبرد حماسی ببر کای و اژدهای اچیکو اگرچه با پیروزی‌های شینگن اتمام می‌یافت و برای شاعران، نویسندگان و هنرمندان هم مواد اولیهٔ فوق‌العاده‌ای دربرداشت، اما برای خود شینگن و کنشین و برای کل تاریخ ژاپن، زیانبار بود، زیرا دو ابرنیروی ژاپن که می‌توانستند مأموریت اتحاد وطن را به سرعت و ظرف چند سال کوتاه، به ثمر برسانند، در اثر مصادف شدن به هم، تقریباً متوقف شدند و به جای آنان، کسانی که استعداد شینگن را نداشتند مانند توکوگاوا ایه‌یاسو یا کسانی که به خشونت، شهره بودند از قبیل اودا نوبوناگا تقدیر اتحاد ژاپن را به دست گرفتند.
شینگن موفق شد فزون طلبی مهم‌ترین مدعی فتح کیوتو را متوقف نماید و خود به نحوی موفق به سوی کیوتو خیز بردارد هرچند که در آستانه ورود به پایتخت و در اوج قدرت، ناگهانی و معماگونه وفات کرد.